# Standing in the rain
Standing in the rain in een studioalbum van Ron Boots uit 2015. Boots vermeldde in het bijbehorende cd-boekje dat hij geïnspireerd werd door televisieseries en films. Hij schakelde voor zijn filmische muziek een aantal collegae uit de elektronische muziek in. 

## Musici
- Ron Boots – synthesizers, elektronica, drums (tracks 1, 4, 5, 7, en 9)
- Harold van der Heijden – slagwerk (tracks 1, 4, 5, 7, en 9)
- Frank Dorittke – gitaar (tracks 1, 4, 5, 7, en 9)
- Onder Nomaler –trompet (track 4)

## Muziek
| Nr. | Titel                             | Duur  |
| --- | --------------------------------- | ----- |
| 1.  | A good day to live                | 10:54 |
| 2.  | Chasing the rabbit                | 6:39  |
| 3.  | Closed eyes                       | 4:20  |
| 4.  | Desolate station                  | 5:11  |
| 5.  | A bright new day                  | 10:23 |
| 6.  | Lament for the lonely             | 4:51  |
| 7.  | Of wolves, lannisters and dragons | 7:22  |
| 8.  | Longing for ...                   | 4:37  |
| 9.  | Running from walkers              | 7:30  |